# 리걸클리닉
리걸클리닉(legal clinic) 혹은 법률임상교육은 법학전문대학원에서 사용되는 실습식 교육방법이다. 의대생이 실제로 환자를 치료하며 능력을 연마하듯 실무 교수의 지도하에 지역 주민을 상대로 무료법률지원 및 상담 봉사활동을 실시하며 실무능력을 배양하는 것을 말한다.
리걸클리닉의 발상지 미국에서는 학생들이 교수의 지도하에 소송을 진행하거나 구조활동을 벌이기도 하고 법정에서 변론을 하기도 한다. 한국에서는 실무교수의 개업금지 규정으로 인해 제한적으로 임상교육이 이루어지고 있다.

## 같이 보기
- 대한민국의 법학전문대학원
- 법률홈닥터
- 프로보노

## 참고 문헌
- 중앙일보 2011.08.27- 실무 강화해야 할 로스쿨 교육[깨진 링크(과거 내용 찾기)]
- 제주대 로스쿨, 강정마을 주민에 무료 법률 지원